# Stiromesostenus xanthostomus
Stiromesostenus xanthostomus is een insect dat behoort tot de orde vliesvleugeligen (Hymenoptera) en de familie van de gewone sluipwespen (Ichneumonidae). De wetenschappelijke naam van de soort werd voor het eerst geldig gepubliceerd door Peter Cameron in 1911.
Cameron plaatste deze soort in een nieuw geslacht, Stiromesostenus. H.A. Lorentz verzamelde de soort tijdens de Eerste Zuid-Nieuw-Guinea-expeditie in 1907. De vindplaats is "Bivak Island" in het voormalige Nederlands-Nieuw-Guinea.